# Новодвур (гмина)
Гмина Новодвур (пол. Gmina Nowodwór) — сельская гмина (волость) в Польше, входит как административная единица в Рыцкий повет, Люблинское воеводство. Население — 4284 человека (на 2004 год).

## Сельские округа
1. Борки
2. Грабовце-Дольне
3. Грабовце-Гурне
4. Грабув-Рыцки
5. Грабув-Шляхецки
6. Якубувка
7. Лендо-Вельке
8. Недзведзь
9. Новодвур
10. Пшестшень
11. Рыча
12. Тшчанки
13. Уршулин
14. Вжосувка
15. Завитала
16. Зелёны-Конт

## Соседние гмины
1. Гмина Адамув
2. Гмина Клочев
3. Гмина Кшивда
4. Гмина Рыки
5. Гмина Уленж